# Грб Никшића
Грб Никшића је званични грб црногорске општине Никшић, усвојен 18. јуна 2004. године.

## Опис грба
Статут Општине овако описује грб:
Грб Општине представља хармоничну цјелину на основи у облику средњовјековног штита у тамно плавој боји са двоструким ободом у боји злата на ком је у централном дијелу утиснут архитектонски приказ Трга слободе, са кулама које симболизују Бедем у горњем дијелу грба. У доњем дијелу грба се налази Мост на Моштаници са графичким приказом ријеке. На централном дијелу приказа Трга слободе налази се застава са Вучјег Дола испод које се налази (црногорски) лав.
Композициони елементи грба: архитектонски приказ Трга слободе са кулама које симболизују Бедем, Мост на Моштаници и лав су у златној боји, а застава са Вучјег Дола је у црвеној и златној боји.
Aутор грба је арx. Ђорђе Маркуш из Никшића